# بات وارد وليامز
بات وارد وليامز (بالإنجليزية: Pat Ward Williams)‏ هي مصورة أمريكية، ولدت في 1948.